# Stefano Delle Chiaje

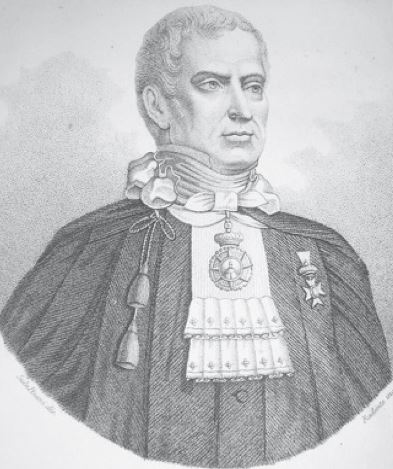
Stefano Delle Chiaje

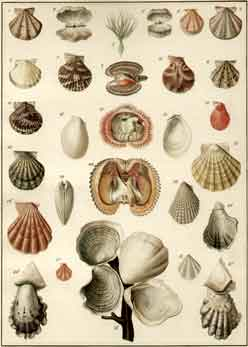
Tafel aus dem Werk „Testacea utriusque Siciliane“ von Poli und Delle Chiaje

Stefano Delle Chiaje (* 25. April 1794 in Teano, Königreich Neapel; † 22. Juli 1860 in Neapel, Königreich beider Sizilien) war ein italienischer Arzt und Naturforscher.

## Leben und Wirken
Delle Chiaje studierte ab 1812 Medizin in Neapel. Hier war er Schüler von Giuseppe Saverio Poli. Gemeinsam mit diesem begann er die Weichtiere des Königreiches beider Sizilien wissenschaftlich zu dokumentieren. 1818 schloss er sein Medizinstudium ab, widmete sich jedoch mehr der wissenschaftlichen Naturforschung und seiner akademischen Karriere.
1822 trat er in das Regio Istituto d’incoraggiamento alle scienze naturali  (Königliches Institut für die Förderung der Naturwissenschaften) ein. Er betrieb hier zunächst Studien der vergleichenden Anatomie und baute sich Beziehungen auf. Ab 1834 wurde er Bibliothekar und ab 1855 bis zu seinem Tode Generalsekretär dieses Institutes. Auf den Rat seines Förderers Poli hin schrieb er ein voluminöses Werk über wirbellose Meerestiere. Dieses Werk machte ihn als Naturforscher bekannt. In diesem Werk hatte er als erster das Blutlakunensystem der Echinodermen beschrieben. Karl Ernst von Baer bestätigte diese Entdeckung.
1822 übernahm Delle Chiaje den Lehrstuhl für anatomische Pathologie des verstorbenen D. Cutugno. Hier beschäftigte er sich zunächst mit Fragen der Teratologie. Dann änderten sich jedoch seine wissenschaftlichen Interessen und er wandte sich der Heilpflanzenforschung zu. Ab 1825, dem Todesjahr seines Gönners Giuseppe Saverio Poli, kehrte Delle Chiaje wieder zu zoologischen Themen zurück. Er veröffentlichte ein Werk über Wurmerkrankungen beim Menschen. In diesem Werk vertrat er durchaus noch zeitüblich unter Bezugnahme auf Jean-Baptiste de Lamarck die Spontanzeugung von Würmern.
Das große Werk der späten Jahre ist die Beschreibung der Wirbellosen Siziliens, die leider nur in wenigen Exemplaren veröffentlicht wurde. Als Zoologe war er Spezialist für die Taxonomie der Wirbellosen des Königreichs Neapel. Von 1846 bis 1860 wirkte er als Kurator des „Museo di Anatomia Umana“ in Neapel.

## Auszeichnungen
1842 wurde Delle Chiaje assoziiertes Mitglied der Accademia Nazionale delle Scienze in Rom. Am 15. Oktober 1844 wurde Stefano Delle Chiaje mit dem akademischen Beinamen „Ever. Home“ als Mitglied (Matrikel-Nr. 1537) in die Leopoldina aufgenommen.

## Wertung
Ab 1854 litt Delle Chiaje an einem voranschreitenden Leberleiden, das ihn nach zunehmender Lähmung am 22. Juli 1860 schließlich sterben ließ. Sein Biograf im Dizionario Biografico degli Italiani Federico Di Trocchio schildert Delle Chiaje als unermüdlichen Arbeiter, der von der eigenen Neugier und seinem Umfeld zwischen verschiedenen wissenschaftlichen Themen hin- und hergerissen wurde. Seine Schriften zeichnen sich nach Di Trocchio manchmal durch einen Gelegenheitscharakter und manchmal auch durch mangelnden Tiefgang aus. Nach Di Trocchio hat Delle Chiaje „im Leben mehr Berühmtheit erlangt, als ihm eigentlich zugestanden hätte.“ Nichtsdestotrotz war er ein großer Lehrer. Er hat vor allen Dingen bedeutende Beiträge in der biologischen Taxonomie geleistet. Er entdeckte unter anderem sechs Arten von Seegurken, eine Art des Blutegels, die er Hirudo sebetia nannte und differenzierte die Anneliden-Gattung Siphunculus in die Arten nudus und saccatus. In der Botanik beschrieb er eine neue Art des Alpenveilchens, die er zu Ehren von Giuseppe Saverio Poli Cyclamen Poli nannte.

## Sonstiges
Die Namensabkürzung für Stefano Delle Chiaje im Internationalen Pflanzenindex ist Delle Chiaje und nicht Chiaje(!). Letztere Abkürzung findet sich häufiger in der zoologischen Fachliteratur.